# Lac Wallenpaupack
Le lac Wallenpaupack est un lac de Pennsylvanie, aux États-Unis. Troisième plus grand lac artificiel de Pennsylvanie, il a été créé en 1926 par la Pennsylvania Power & Light Company pour produire de l'électricité.